# Feliks Stobiński
Feliks Stobiński (ur. ok. 1803 w Krakowie, zm. 3 października 1867 w Kutnie) – polski aktor teatralny, dyrektor teatrów prowincjonalnych, przedsiębiorca teatralny.  

## Kariera aktorska
Był uczniem Kazimierza Michała Skibińskiego. W latach 1824–1829 występował w Krakowie. Po krótkich okresach współpracy z teatrem lwowskim (1832) i krakowskim (1832–1834) oraz teatrem prowincjonalnym Wincentego Raszewskiego (1835) występował głównie we własnym zespole. Grał m.in. Parawiedesa (Paraviedes, bankier hiszpański), Birbanckiego (Dożywocie) i Papkina (Zemsta).

## Zarządzanie zespołami teatralnymi
Od 1830 r. prowadził wspólnie z Janem Chrzcicielem Okońskim i Józefem Winnickim wędrowny zespół teatralny, który dawał przedstawienia w Tarnowie, Rzeszowie, Przemyślu, Samborze, Stanisławowie, Czerniowicach i Zaleszczykach. Od 1835 r. prowadził zespół teatralny samodzielnie, występując głównie w Królestwie Polskim (m.in. Siedlce, Płock, Radom, Łomża, Suwałki, Piotrków, Pułtusk, Kalisz, Ciechocinek, Włocławek, Konin, Sieradz, Busko, Wieluń, Bełchatów, Rawa, Olkusz, Przasnysz, Raciąż, Rypin) a także poza jego granicami (np. w Pyzdrach). Okresowo zawierał współpracę z innymi przedsiębiorcami teatralnymi, np. Józefem Gaweckim i Ludwiką Kłyszyńską.

## Życie prywatne
W 1828 r. poślubił aktorkę teatrów prowincjonalnych Agnieszkę z Cieplików. Ich dzieci: Eufemia, Feliks Leon, Józef, Roman i Aleksandra również były zawodowo związane z teatrem.